# Shōhachi Ishii
Shōhachi Ishii (石井 庄八, Ishii Shōhachi), né le 20 septembre 1926 à Tokyo et mort le 4 janvier 1980, est un lutteur japonais spécialiste de la lutte libre.

## Carrière
Shōhachi Ishii participe aux Jeux olympiques d'été de 1952 à Helsinki et remporte la médaille d'or dans la catégorie de poids coqs.